# Фара-ін-Сабіна
Фара-ін-Сабіна (італ. Fara in Sabina) — муніципалітет в Італії, у регіоні Лаціо,  провінція Рієті.
Фара-ін-Сабіна розташована на відстані близько 45 км на північний схід від Рима, 24 км на південний захід від Рієті.
Населення — 13 749 осіб (2014).

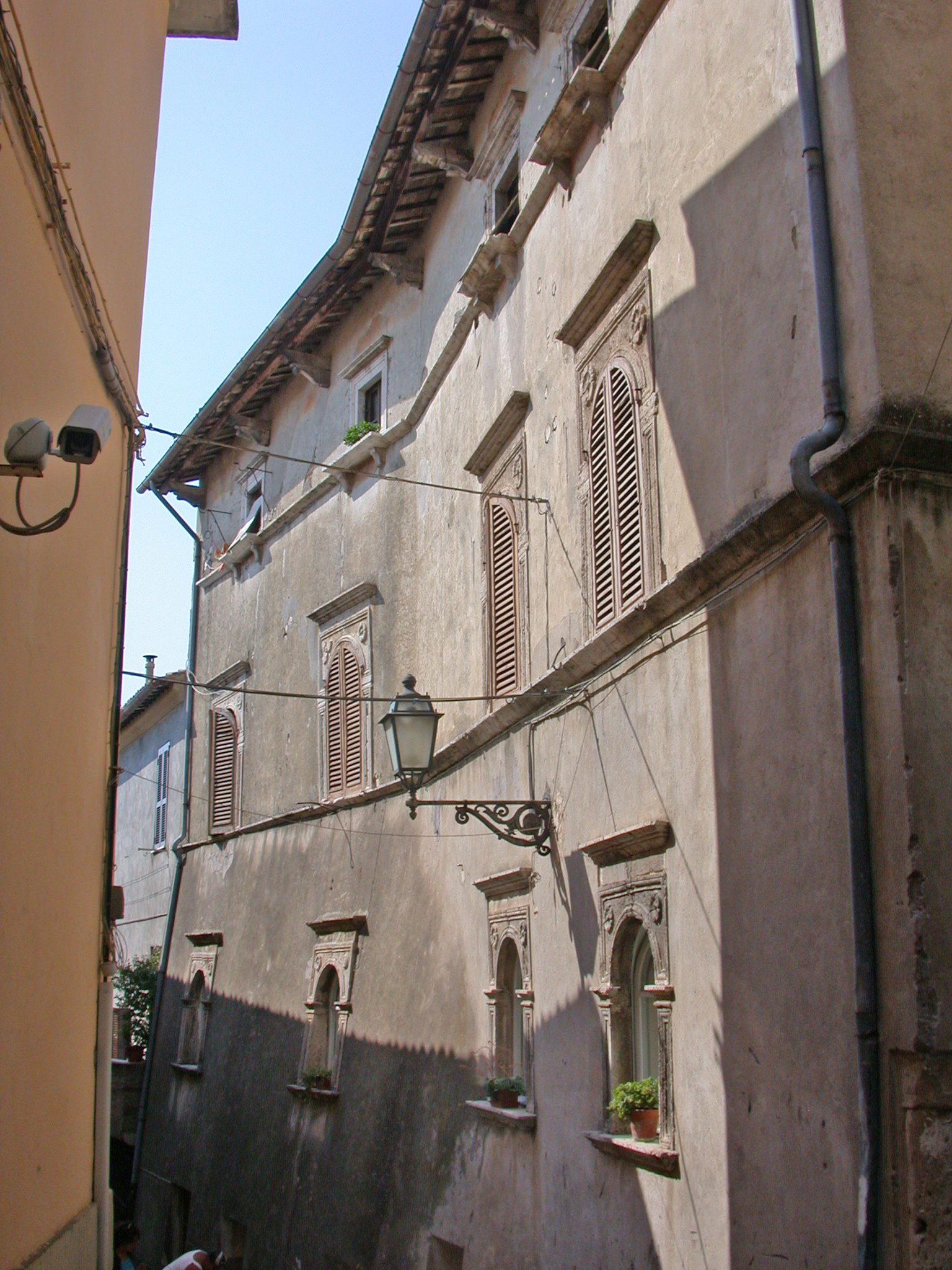

Щорічний фестиваль відбувається 2 вересня. Покровитель — Sant'Antonino.

## Демографія
Населення за роками:

Станом на 1 січня 2023 року в муніципалітеті офіційно проживали 1963 іноземці з 87 країн, серед них 664 громадяни країн Євросоюзу та 70 громадян України.

## Сусідні муніципалітети
- Кастельнуово-ді-Фарфа
- Монтелібретті
- Монтополі-ді-Сабіна
- Нерола
- Тоффія